# Dobrostany
Dobrostany (ukr. Добростани) – wieś w rejonie jaworowskim obwodu lwowskiego, założona w 1389 r. W skład miejscowości zostały włączone: dawna wieś Białogóra oraz dawne przysiółki Girskie i Podzamcze.
Znajduje tu się przystanek kolejowy Dobrostany, położony na linii Zatoka - Jaworów.

## Historia
W II Rzeczypospolitej miejscowość Białogóra była siedzibą gminy wiejskiej Białogóra w powiecie gródeckim województwa lwowskiego. We wrześniu 1939 bitwa pod Jaworowem. Pod okupacją niemiecką w Polsce siedziba wiejskiej gminy Dobrostany. Wieś liczy 1249 mieszkańców. 
W latach 1943–1944 nacjonaliści ukraińscy z OUN-UPA zamordowali tutaj 11 Polaków.
W 1895 w Białogórze urodził się Antoni Hajzik – major piechoty w stanie spoczynku Wojska Polskiego, kawaler Krzyża Walecznych, ofiara zbrodni katyńskiej.